# Jataizinho
Jataizinho est une municipalité brésilienne située dans l'État du Paraná.